# Kanadische Biathlonmeisterschaften 2009
Die Kanadischen Biathlonmeisterschaften 2009 wurden vom 26. bis 29. März des Jahres in Valcartier ausgetragen. Es waren zugleich die Nordamerikanischen Meisterschaften 2009 und das Finale des Biathlon-NorAm-Cups 2008/09.

## Männer

### Einzel 20 km
| Platz | Sportler          | Zeit    | Schieß- fehler |
| ----- | ----------------- | ------- | -------------- |
| 1     | Robin Clegg       | 0-1-0-1 | 55:42.0        |
| 2     | Tyson Smith       | 0-0-0-0 | +26.0          |
| 3     | Jaime Robb        | 0-1-0-4 | +2:20.0        |
| 5     | Brendan Green     | 0-2-0-3 | +3:32.0        |
| 6     | Marc-André Bédard | 1-3-0-1 | +4:00.0        |
| 7     | Nathan Smith      | 1-2-1-2 | +4:09.0        |
| 8     | Scott Perras      | 1-2-1-1 | +4:17.0        |
| 9     | Patrick Côté      | 2-1-1-0 | +5:06.0        |
| 10    | Maxime Leboeuf    | 2-1-0-1 | +5:14.0        |
| 11    | Mateusz Stachura  | 1-1-1-2 | +5:17.0        |
| 12    | François Leboeuf  | 1-3-0-0 | +5:42.0        |
| 13    | David Johns       | 0-2-2-1 | +8:40.0        |
| 14    | Jon Skinstad      | 1-3-2-2 | +10:51.0       |
| 15    | Philip Eriksson   | 1-2-1-2 | +15:54.0       |
| 16    | Johnathon Forward | 1-4-1-2 | +22:04.0       |

Datum: Donnerstag, 26. März 2009

Es waren 27 Athleten am Start, darunter 16 Kanadier die in die nationale Wertung eingingen.

### Sprint 10 km
| Platz | Sportler          | Zeit | Schieß- fehler |
| ----- | ----------------- | ---- | -------------- |
| 1     | Scott Perras      | 2-1  | 28:42.0        |
| 2     | Marc-André Bédard | 1-3  | +38.0          |
| 3     | Jaime Robb        | 1-4  | +59.0          |
| 4     | Nathan Smith      | 2-2  | +1:14.0        |
| 5     | Brendan Green     | 2-1  | +1:17.0        |
| 6     | Tyson Smith       | 1-0  | +1:18.0        |
| 7     | François Leboeuf  | 2-2  | +2:13.0        |
| 8     | Mateusz Stachura  | 3-1  | +2:17.0        |
| 9     | Maxime Leboeuf    | 3-0  | +2:32.0        |
| 10    | Patrick Côté      | 1-3  | +3:27.0        |
| 11    | David Johns       | 3-2  | +4:16.0        |
| 12    | Jon Skinstad      | 4-2  | +4:53.0        |
| 13    | Philip Eriksson   | 0-1  | +6:29.0        |
| 14    | Johnathon Forward | 1-1  | +7:06.0        |
| dnf   | Robin Clegg       | 1-   |                |

Datum: Donnerstag, 28. März 2009

Es starteten 28 Biathleten, darunter 15 Kanadier die in die Wertung der nationalen Meisterschaft eingingen. Robin Clegg, Meister im Einzel, beendete sein Rennen nicht.

## Frauen

### Einzel 15 km
| Platz | Sportler        | Zeit    | Schieß- fehler |
| ----- | --------------- | ------- | -------------- |
| 1     | Megan Imrie     | 1-2-1-1 | 1:04:36.0      |
| 2     | Melanie Schultz | 2-1-1-2 | +10:17.0       |
| 3     | Becky Puiras    | 0-3-3-2 | +10:21.0       |
| 4     | Claude Godbout  | 2-3-1-2 | +10:35.0       |
| 5     | Lindsey Bolivar | 0-2-1-1 | +11:49.0       |
| 6     | Alicia Hurley   | 1-2-1-2 | +16:08.0       |
| dnf   | Cynthia Clark   | 0-      |                |
| dns   | Sandra Keith    | ---     |                |

Datum: Donnerstag, 26. März 2009

Es starteten 16 von 17 gemeldeten Athletinnen, darunter sieben Kanadierinnen, von denen Cynthia Clark das Rennen nicht beendete.

### Sprint 7,5 km
| Platz | Sportler        | Zeit | Schieß- fehler |
| ----- | --------------- | ---- | -------------- |
| 1     | Megan Imrie     | 0-1  | 31:07.0        |
| 2     | Claude Godbout  | 3-0  | +4:25.0        |
| 3     | Melanie Schultz | 1-2  | +4:45.0        |
| 4     | Becky Puiras    | 3-2  | +4:47.0        |
| 5     | Lindsey Bolivar | 1-1  | +5:41.0        |
| 6     | Alicia Hurley   | 1-3  | +11:41.0       |
| dns   | Cynthia Clark   |      |                |

Datum: Donnerstag, 28. März 2009

Es starteten 17 von 18 gemeldeten Athletinnen, darunter sechs Kanadierinnen, die in die Wertung der nationalen Meisterschaft ein gingen.

## Mixed-Staffel 3 × 6 km
| Platz | Land                 | Sportler                                       | Zeit      | Strafrunden + Nachlader |
| ----- | -------------------- | ---------------------------------------------- | --------- | ----------------------- |
| 1     | Québec 1             | Marc-André Bédard Claude Godbout Robin Clegg   | 0:58:08.0 | 0+0 0+2                 |
| 2     | Alberta 1            | Tyson Smith Melanie Schultz Jaime Robb         | 1:00:30.0 | 0+0 1+0 0+1             |
| 3     | Saskatchewan         | Mateusz Stachura Jodi Etcheverry Scott Perras  | 1:02:15.0 | 0+0 0+3                 |
| 4     | Québec 2             | François Leboeuf Isabelle Abran Maxime Leboeuf | 1:04:42.0 | 0+0 3+0 0+0             |
| 5     | Alberta 2            | Nathan Smith Tatiana Vukadinovic Jon Skinstad  | 1:06:29.0 | 0+0 2+0 3+0             |
| 6     | Ontario              | Alex Dumond Dave Endleman Alicia Hurley        | 1:09:15.0 | 1+0 1+1 0+0             |
| 7     | Nordwest-Territorien | Brendan Green Lindsey Bolivar Betsy Mawdsley   | 1:13:36.0 | 0+0 2+0 3+0             |

Datum: Donnerstag, 29. März 2009, 9:30 Uhr

Am Start waren 15 Mixed-Staffeln, darunter sieben kanadische Staffeln, die sich zumeist aus zwei Männern und einer Frau, seltener aus zwei Frauen und einem Mann zusammen setzten.

## Belege
1. ↑  Ergebnisse Männer Einzel (Memento vom 13. Februar 2014 im Internet Archive) (PDF; 178 kB)
2. ↑  Ergebnisse Männer Sprint (Memento vom 13. Februar 2014 im Internet Archive) (PDF; 176 kB)
3. ↑  Ergebnisse Frauen Sprint (Memento vom 13. Februar 2014 im Internet Archive) (PDF; 156 kB)
4. ↑  Ergebnisse Frauen Sprint (Memento vom 13. Februar 2014 im Internet Archive) (PDF; 162 kB)
5. ↑  Ergebnisse Mixed-Staffel (Memento vom 13. Februar 2014 im Internet Archive) (PDF; 185 kB)